# Higher Power
Higher Power ist eine englische Hardcore-Punk/Melodic-Hardcore-Band aus Leeds.

## Geschichte

### Gründung undSoul Structure
Die Brüder Jimmy (Gesang, Bass) und Alex Wizard (Schlagzeug) zogen im Jahre 2014 von Aylesbury nach Leeds. Laut Jimmy Wizard wollten die beiden gerade dorthin ziehen, weil Leeds „für lange Zeit das Zentrum des britischen Hardcore und Punk war“. Außerdem brachte die Stadt noch die Sisters of Mercy und die umgebende Grafschaft Yorkshire noch Bands wie Bring Me the Horizon, Asking Alexandria und While She Sleeps hervor. Die beiden Musiker fingen an Musik zu schreiben und wollten lediglich ein Demo aufnehmen. Kurze Zeit später stießen die Gitarristen Louis Hardy und Max Harper zur Gruppe, deren Name von einem Lied der Band Subzero stammt. Nachdem die Suche nach einem geeigneten Sänger erfolglos geblieben war, holte die Band den gemeinsamen Freund Ethan Wilkinson als Bassisten in die Band, während Jimmy Wizard sich fortan auf den Gesang konzentrierte. Kurioserweise musste Wilkinson sein Instrument erst noch erlernen.
Higher Power veröffentlichten am 1. Februar 2015 ein selbst betiteltes Demo, bevor am 20. August des gleichen Jahres über Neutral World Records die EP Space to Breathe folgte. Ein Jahr später spielte die Band eine erste Tournee an der Ostküste der Vereinigten Staaten. Am 19. Mai 2017 veröffentlichten Higher Power über Flatspot Records ihr Debütalbum Soul Structure. Das US-amerikanische Magazin Revolver führte Soul Structure auf ihrer Liste der 20 besten Alben des Jahres 2017 auf Platz zehn. Ein Jahr später spielte die Band auf dem Download-Festival und dem Vainstream Rockfest. Im Frühjahr 2019 tourte die Band mit Knocked Loose, The Acacia Strain und Harm’s Way durch die USA. Bei einem Konzert in New York City wurde Higher Power sämtliche Instrumente gestohlen. Durch Spenden ihrer Fans konnte die Band sich neues Equipment kaufen und weitermachen.

### 27 Miles Underwaterund drittes Album
Im Sommer 2019 folgten Auftritte bei den Festivals Reading and Leeds, Summer Breeze sowie Two Thousand Trees, bevor Higher Power im September 2019 von Roadrunner Records unter Vertrag genommen wurden. Am 24. Januar 2020 erschien das zweite Studioalbum 27 Miles Underwater. Higher Power spielten eine Headliner-Tournee durch Nordamerika, bevor die Band im Februar und März 2020 bei der Europatournee von Beartooth und The Amity Affliction als Vorgruppe spielte. Für den Sommer 2020 waren Auftritte beim Download-Festival und beim Hellfest angekündigt, jedoch wurden die Festivals wegen der COVID-19-Pandemie abgesagt. Bei den Heavy Music Awards 2020 wurden Higher Power in der Kategorie Best UK Breakthrough Band nominiert, der Preis ging jedoch an die Band Nova Twins.
Louis Hardy verließ die Band während des Jahres 2021. Daraufhin übernahm Sänger Jimmy Wizard im Studio die Gitarre, während Joe Williams von der Band Big Cheese als Live-Gitarrist verpflichtet wurde. Zusammen mit dem Produzenten James Atkinson nahmen Higher Power ihr noch unbetiteltes drittes Studioalbum auf. Higher Power wurden bei den Kerrang! Awards 2022 in der Kategorie Best British Breakthrough nominiert. Im Februar 2024 unterzeichnete die Band einen Vertrag mit Nuclear Blast und tourte im Vorprogramm von Neck Deep durch Nordamerika.

## Stil
Die Brüder Wizard hatten bei der Bandgründung das Ziel, musikalisch aus den begrenzten Möglichkeiten des Hardcore Punk auszubrechen. Gegenüber dem Metal Hammer erklärte Jimmy Wizard, dass die Einflüsse der Band von ihren Vorbildern wie Deftones und Alice in Chains über Alternative Rock der 1990er Jahre und Hip-Hop zu Pop und Power Pop. Stefan Reuter vom Magazin Visions verglich Higher Power musikalisch mit Bands wie Snapcase, Leeway oder Quicksand und Jimmy Wizards Gesang mit Perry Farrell (Jane’s Addiction) oder Daryl Taberski (Snapcase).

## Diskografie
Alben
- 2017: Soul Structure (Flatspot Records)
- 2020: 27 Miles Underwater (Roadrunner Records)
- 2025: There’s Love in This World If You Want It (Roadrunner Records)

Weitere Veröffentlichungen
- 2015: Higher Power (Demo)
- 2015: Space to Breathe (EP, Neutral World Records)

Musikvideos
- 2019: Seamless
- 2019: Low Season
- 2020: Lost in Static
- 2020: Rewire (101)
- 2021: Fall from Grace